# Teresa Almeida Garrett
Maria Teresa Bahia de Almeida Garrett Lucas Pires (Porto, 28 agosto 1953) è una politica portoghese, membro del Partito Social Democratico. È stata europarlamentare della V legislatura dal 1999 al 2004.